# قسموس ذنبي
قسموس ذنبي (الاسم العلمي:Cosmos caudatus) هو نوع من النباتات يتبع جنس القسموس من الفصيلة النجمية.